# Paphiopedilum purpuratum
Paphiopedilum purpuratum es una especie  de la familia de las orquídeas. 

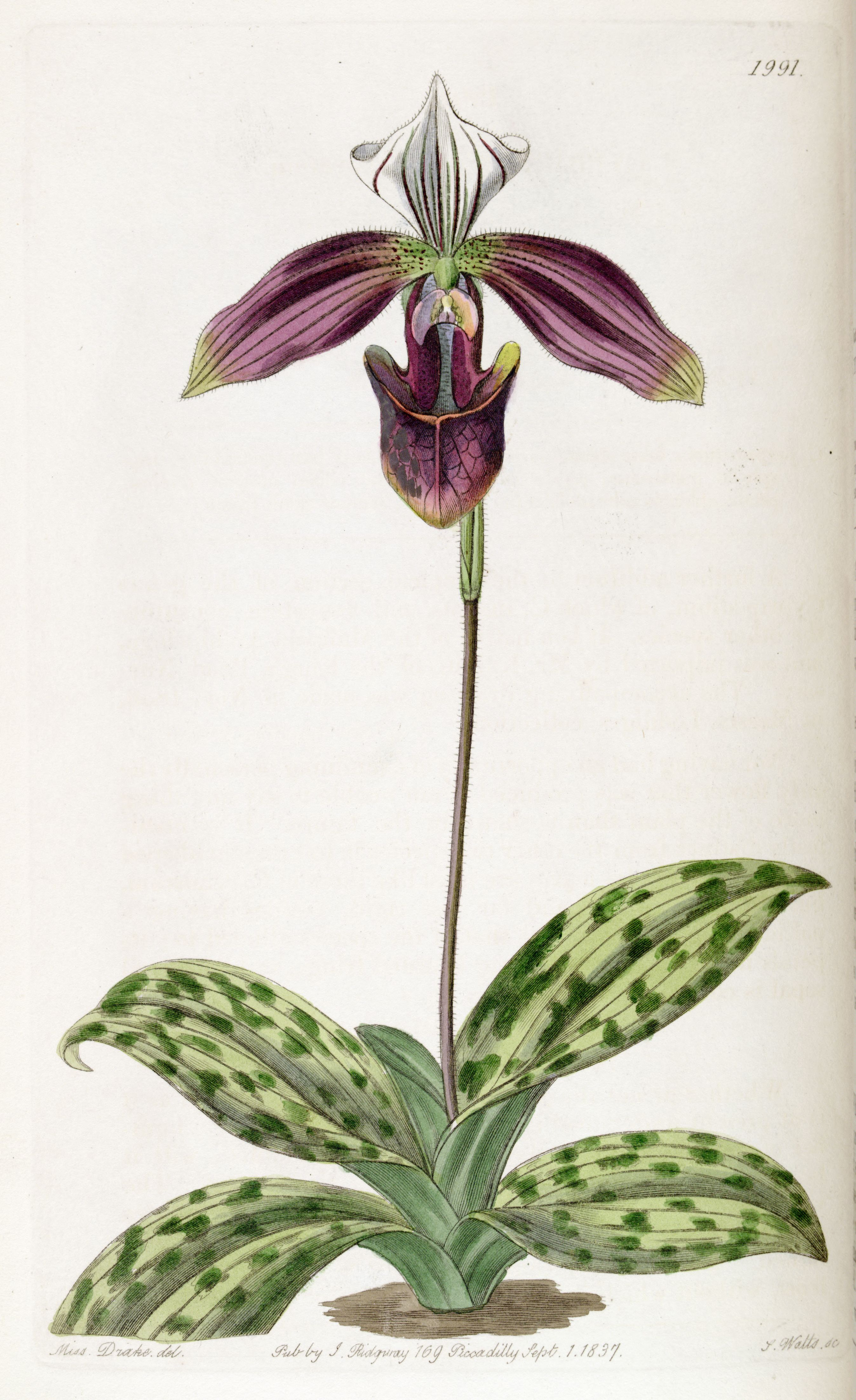
Ilustración de Miss S. A. Drake (fl. 1820s-1840s), del 23 volumen del Botanical Register (1837), editado por John Lindley.

## Descripción
Es una orquídea de tamaño medio. Con hábitos terrestre o epífitas en el humus o litofitas en los acantilados escarpados de piedra caliza en la sombra profunda. Tiene de 4 a 8 hojas, elípticas a oblongo-elípticas,  de color verde oscuro por encima, pálido verdoso de abajo y que son desigualmente trilobuladas apicalmente, donde florece con una inflorescencia erecta, terminal, delgada, con una a raramente 2 flores, de 12.5 a 20 cm  de largo, de color morado con blanco, pubescentes con una bráctea floral acuminada estrechamente ovadas-elípticas que aparece en el verano y principios del otoño.

## Distribución y hábitat
Se encuentran  alrededor de Hong Kong en el sureste de China y Vietnam en la hojarasca entre las raíces de bambú y entre las rocas en las elevaciones de 1200 a 1600 metros en el norte y en laderas boscosas del noroeste cerca de los arroyos.

## Taxonomía
Paphiopedilum purpuratum fue descrita por (Lindl.) Stein y publicado en Orchideenbuch 487. 1892.
Etimología
Paphiopedilum (Paph.): , nombre genérico que deriva de las palabras griegas: "Paphia": de "Paphos", epíteto de "Venus" y "pedilon" = "sandalia" ó "zapatilla" aludiendo a la forma del labelo como una zapatilla.
purpuratum; epíteto latino que significa "de color púrpura".
Sinonimia
- Cordula purpurata (Lindl.) Rolfe
- Cypripedium purpuratum Lindl.
- Cypripedium sinicum Hance ex Rchb.f.
- Menephora bicolor Raf.
- Paphiopedilum aestivum Z.J.Liu & J.Yong Zhang
- Paphiopedilum purpuratum (Lindl.) Pfitzer
- Paphiopedilum purpuratum var. hainanense F.Y.Liu & Perner
- Paphiopedilum sinicum (Hance ex Rchb.f.) Stein[4][5][1]